# Peter og Ping i Stor-Magasin
|  | Denne artikel er oprettet af botten Steenthbot ud fra en ekstern database. Den kan derfor have sproglige fejl eller mangler. Denne skabelon kan fjernes efter kontrol af indholdet. |

Peter og Ping i Stor-Magasin er en dansk animationsfilm.

## Handling
To Magasin-film:

1) En modeopvisning for filmkameraet. Det antages af være kjoler fra Magasin du Nords Modelsalon. Mannequinerne går forbi en opstilling af bord, stol og lampe. Optagelsen er uden årstal.

2) "Peter og Ping i Stor-Magasin": Storm P.'s to kendte figurer besøger Magasin du Nord, hvor de blandt andet ser en mannequinopvisning.

## Medvirkende
- Robert Storm Petersen